# Älgsjön (Gävle socken, Gästrikland)
Älgsjön är en sjö i Gävle kommun i Gästrikland och ingår i Gavleån-Dalälvens kustområde. Sjön har en area på 0,932 kvadratkilometer och ligger 30 meter över havet. Sjön avvattnas av vattendraget Älgsjöbäcken.

## Delavrinningsområde
Älgsjön ingår i det delavrinningsområde (672261-157644) som SMHI kallar för Mynnar i Älgängsån. Medelhöjden är 39 meter över havet och ytan är 20,29 kvadratkilometer. Det finns inga avrinningsområden uppströms utan avrinningsområdet är högsta punkten. Älgsjöbäcken som avvattnar avrinningsområdet har biflödesordning 2, vilket innebär att vattnet flödar genom totalt 2 vattendrag innan det når havet efter 8 kilometer. Avrinningsområdet består mestadels av skog (80 procent) och sankmarker (10 procent). Avrinningsområdet har 0,93 kvadratkilometer vattenytor vilket ger det en sjöprocent på 4,6 procent.